# A Barcala
A Barcala és una comarca de Galícia situada a la província de la Corunya. La seva capital és Negreira.

## Geografia
Limita amb la comarca de Xallas, amb la comarca de Santiago al sud-est, i amb la comarca de Noia al sud-oest.
El nom de la comarca prové del riu Barcala, que travessa la demarcació i forma una vall des del seu naixement al municipi d'A Baña fins a la seva desembocadura al riu Albariña després de passar per la vila de Negreira.

## Municipis
En formen part els municipis de:
- A Baña
- Negreira